# Leopold Doppler
Leopold Doppler (* 29. Oktober 1870 in Wien; † 13. März 1945 ebenda) war ein österreichischer Politiker der Christlichsozialen Partei (CSP).

## Ausbildung und Beruf
Leopold Doppler arbeitete als Gerichtskanzleidirektor.

## Politische Funktionen
Dopper kandidierte 1911 im Wahlbezirk Schlesien 4 für den Reichsrat, jedoch unterlag seinem Konkurrenten.
- 1919: Mitglied des provisorischen Gemeinderates der Stadt Wien und des Wiener Gemeinderats (1. Wahlperiode)

Er war auch Obmann der Gewerkschaft der Bundes- und Landesangestellten Österreichs.

## Politische Mandate
- 16. April 1928 bis 1. Oktober 1930: Mitglied des Nationalrates (III. Gesetzgebungsperiode), CSP
- 2. Dezember 1930 bis 2. Mai 1934: Mitglied des Nationalrates (IV. Gesetzgebungsperiode), CSP